# Trachymyrmex papulatus
Trachymyrmex papulatus är en myrart som beskrevs av Santschi 1922. Trachymyrmex papulatus ingår i släktet Trachymyrmex och familjen myror. Inga underarter finns listade i Catalogue of Life.